# Rudi Josef Berhausen
Rudi Josef Berhausen (* 9. April 1961) ist ein ehemaliger deutscher Fußballspieler.

## Sportlicher Werdegang
Über die Jugendmannschaften des FC Hirschhorn und VfB Eberbach kam Berhausen 1976 in die Nachwuchsabteilung des SV Sandhausen. In der Spielzeit 1978/79 debütierte er unter Trainer Klaus Sinn für die in der drittklassigen Oberliga Baden-Württemberg antretenden Herrenmannschaft. Nach einem Trainerwechsel zu Heinz Baas im Herbst 1979 etablierte sich der Abwehrspieler als Stammkraft und trug zum Gewinn der Oberligameisterschaft in der Spielzeit 1980/81 bei. Aufgrund der Zusammenlegung der Nord- und Südstaffel in der 2. Bundesliga gab es jedoch in jener Spielzeit keinen Aufsteiger.
Dennoch kam Berhausen ins deutsche Unterhaus, indem er sich dem Zweitligisten Wormatia Worms anschloss. Hier kam er jedoch nicht über den Status eines Ergänzungsspielers hinaus, von seinen sechs Spieleinsätzen im Verlauf der Spielzeit 1981/82 bestritt er vier als Einwechselspieler. Nach dem Abstieg des Klubs zum Saisonende kehrte er in die Oberliga Baden-Württemberg zurück, wo er sich dem Liganeuling SV Neckargerach anschloss. Nach elf Toren in 26 Spielen zog er nach nur einer Spielzeit zusammen mit Mannschaftskamerad und 13-fachem Torschützen Jochen Kruppa zum Ligakonkurrenten VfR Mannheim weiter. Unter Trainer Rudi Dielmann war er an der Seite der Ex-Profis Bernd Dobiasch, Peter Gadinger, Michael Schüssler und Karl-Heinz Walter direkt Stammspieler. In der Spielzeit 1984/85 wurde die Mannschaft Vizemeister der Oberliga und qualifizierte sich für die Deutsche Amateurmeisterschaft 1985. Dort schied Berhausen mit der Mannschaft im Halbfinale gegen die Amateurmannschaft des SV Werder Bremen nach zwei Niederlagen aus. Nach einem Platz im hinteren Mittelfeld im folgenden Jahr rückte er zunehmend ins zweite Glied.
1987 wechselte Berhausen zum Ligakonkurrenten SG Heidelberg-Kirchheim, wo er unter Gerd Störzer trainierte und auf Spieler wie Lothar Schlapp, Ulrich Kretz und Dragan Antic traf. 1989 stieg er mit der Mannschaft in die Verbandsliga Baden ab, wo er noch bis 1993 aktiv war. 1991 und 1992 verpasste die Mannschaft als Vizemeister hinter dem VfB Leimen respektive dem VfR Pforzheim den Wiederaufstieg in die Drittklassigkeit nur knapp. Anschließend ließ er bis 1996 seine Karriere beim VfB Eberbach ausklingen.
Später war Berhausen als Trainer im nordbadischen Amateurbereich tätig und betreute den FV Nußloch und den VfB Rauenberg.